# Boris Kuznetsov (boxe anglaise)
Pour les articles homonymes, voir Boris Kuznetsov et Kuznetsov.
Boris Kuznetsov (en russe : Борис Георгиевич Кузнецов, transcription française : Boris Gueorguievitch Kouznetsov) est un boxeur soviétique né le 23 avril 1947 à Astrakhan et mort le 3 mai 2006.

## Carrière
Champion olympique aux Jeux de Munich en 1972 dans la catégorie poids plumes après sa victoire en finale contre le Kényan Philip Waruinge, il remporte également au cours de sa carrière amateur la médaille d'argent aux championnats du monde organisés à La Havane en 1974 ainsi que deux titres nationaux en 1972 et 1974.

## Parcours auxJeux olympiques
Jeux olympiques d'été de 1972 à Munich (poids plumes) :
- Bat Harouna Lago (Nigeria) par KO au 1er round
- Bat José Baptista (Venezuela) 3-2
- Bat Ryszard Tomczyk (Pologne) 5-0
- Bat Gabriel Pometcu (Roumanie) 4-1
- Bat Andras Botos (Hongrie) 5-0
- Bat Philip Waruinge (Kenya) 3-2